# Dacentrurinae

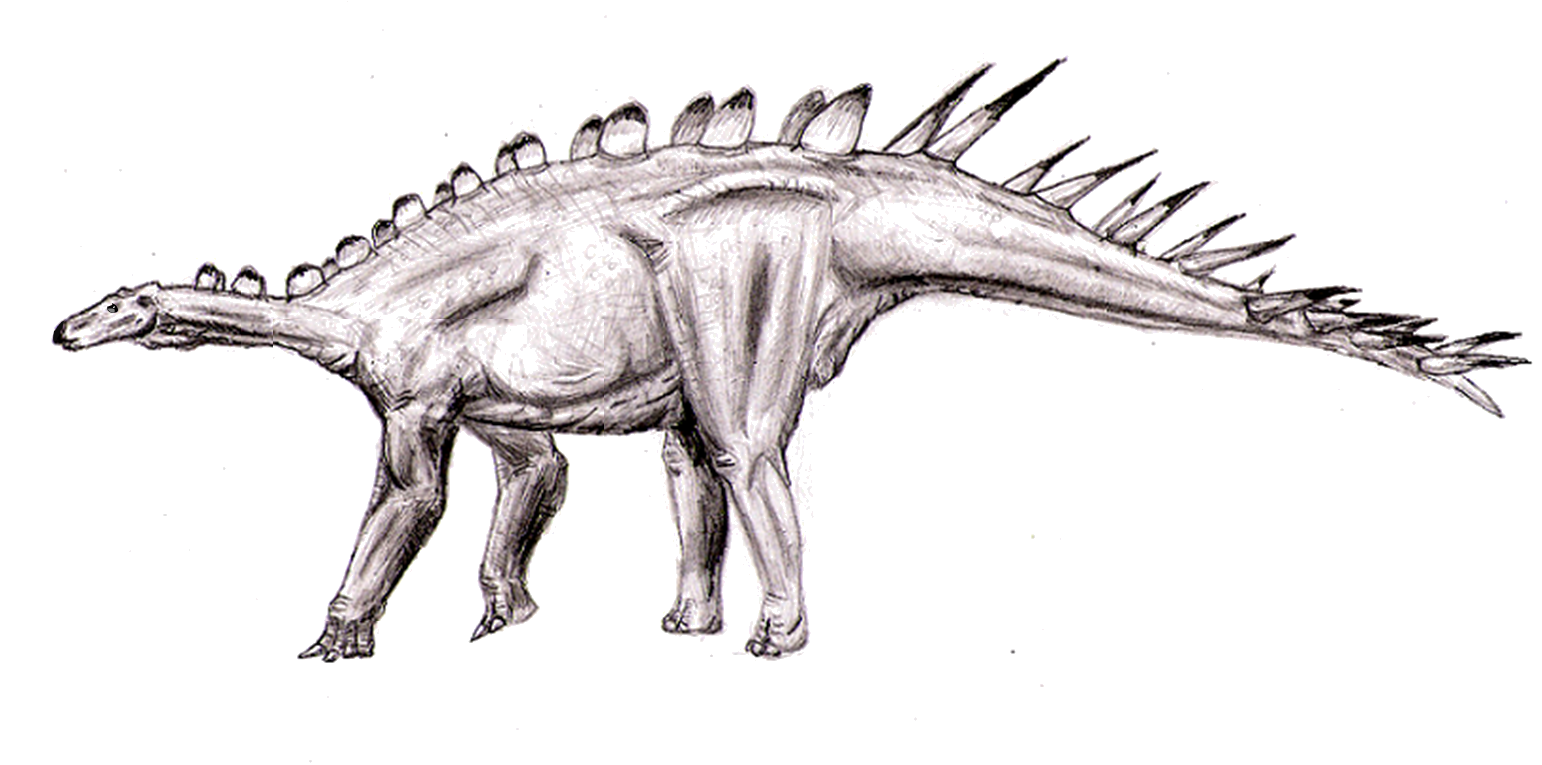
De dacentrurine Dacentrurus

De Dacentrurinae zijn een groep ornithischische dinosauriërs behorend tot de Stegosauria.
Een klade, monofyletische afstammingsgroep, Dacentrurinae is in 2009 benoemd door de Portugese paleontoloog Octávio Mateus. De aanleiding hiervoor was de gelijktijdige benoeming van de stegosauriër Miragaia. Bij een kladistische analyse uitgevoerd ter gelegenheid van de beschrijving van deze nieuwe soort bleek dat Miragaia een klade vormde samen met de ook al op het Iberisch Schiereiland aangetroffen stegosauriër Dacentrurus, de naamdrager van de nieuwe groep. Andere leden zijn nog niet bekend of als zodanig geïdentificeerd. De definitie was: de groep bestaande uit alle stegosauriërs nauwer verwant aan Dacentrurus armatus Owen 1875 dan aan Stegosaurus armatus Marsh 1877.
De klade bleek bewezen te worden door de volgende synapomorfieën, nieuwe gedeelde eigenschappen: de nekribben zijn vergroeid met de nekwervels; de centra van de ruggenwervels zijn breder dan lang; de processus olecrani (het uitsteeksel aan de bovenkant van de ellepijp waar de musculus triceps brachii aan vastzit) is puntvormig; het uiteinde van de processus praepubicus is bovenaan verbreed.
Volgens Mateus zijn de Dacentrurinae de zustergroep van het taxon Stegosaurus, sensu lato (dat wil in dit geval zeggen: inclusief S. homheni en S. mjosi ofwel Wuerhosaurus en Hesperosaurus) maar dat wordt slechts bewezen door één enkele synapomorfie: het bezit van verlengde uitsteeksels aan de postzygapofysen van de nekwervels. Kenneth Carpenter vond een gelijke positie in zijn analyse maar de meeste eerdere analyses vonden Dacentrurus als een basale stegosauriër. In dat laatste geval heeft het hele begrip weinig nut daar het dan het merendeel van de stegosauriërs zou omvatten.
De twee door Mateus aangeduide dacentrurinen zijn planteneters uit het late Jura.
Sommige populair-wetenschappelijke boeken geven een eerder benoemde onderfamilie Dacentrurinae aan, een vermeende "primitieve groep stegosauriërs", maar de term is nooit voor 2009 door de wetenschap gebruikt.